# Modelo O(n)
Na mecânica estatística, o modelo O(n) ou modelo vetorial n é um sistema simples de spins interagentes em uma rede diagonal cristalina. Foi desenvolvido por H. Eugene Stanley como uma generalização do modelo de Ising, modelo XY e modelo de Heisenberg.  No modelo vetorial n, spins {\displaystyle \mathbf {s} _{i}} clássicos de comprimento unitário de n-componentes são colocados nos vértices de uma rede diagonal.
O Hamiltoniano do modelo vetorial n é dado por:
{\displaystyle H=-J{\sum }_{\langle i,j\rangle }\mathbf {s} _{i}\cdot \mathbf {s} _{j}}
onde a soma é executada em todos os pares de spins {\displaystyle \langle i,j\rangle } vizinhos e o "{\displaystyle \cdot }" denota o produto interno euclidiano padrão. Casos especiais do modelo n-vector são:
{\displaystyle n=0}: O Caminho autoevitante
{\displaystyle n=1}: O modelo de Ising
{\displaystyle n=2}: O modelo XY
{\displaystyle n=3}: O modelo de Heisenberg
{\displaystyle n=4}: Modelo brinquedo para o setor de Higgs do modelo padrão
O formalismo matemático geral usado para descrever e resolver o modelo vetorial n e certas generalizações são desenvolvidas no artigo sobre o modelo de Potts.